# Hexatoma (Eriocera) subocellata
Hexatoma (Eriocera) subocellata is een tweevleugelige uit de familie steltmuggen (Limoniidae). De soort komt voor in het Neotropisch gebied.